# Rakari
Rakari es un pueblo ubicado en el municipio de Mionica, distrito de Kolubara, Serbia.

## Superficie
Cuenta con una superficie de 6,728 kilómetros cuadrados.

## Demografía
Hasta 2022 la población era de 342 habitantes, con una densidad de población de 50,83 habitantes por kilómetro cuadrado.
| 588                                                             | 617 | 577 | 598 | 528 | 465 | 513 | 439 | 342 |
| (Fuente: Population statistics of Eastern Europe & former USSR) |     |     |     |     |     |     |     |     |